# Silene heldreichii
Silene heldreichii är en nejlikväxtart som beskrevs av Pierre Edmond Boissier. Silene heldreichii ingår i släktet glimmar, och familjen nejlikväxter. Inga underarter finns listade i Catalogue of Life.